# Ступино
Сту́піно (рос. Ступино) — місто обласного підпорядкування в Росії, адміністративний центр Ступінського району Московської області; найбільший населений пункт муніципального утворення «Міське поселення Ступіно». З 1934 по 1938 роки — робітниче селище Електровоз. Розташований на річці Ока. Є одним з центрів Ступіно-Каширської агломерації та її найбільшим містом.
Населення станом на 2024 р. — 63 506 осіб. Місто розташоване на відстані 99 км на південь від Москви.

## Історія

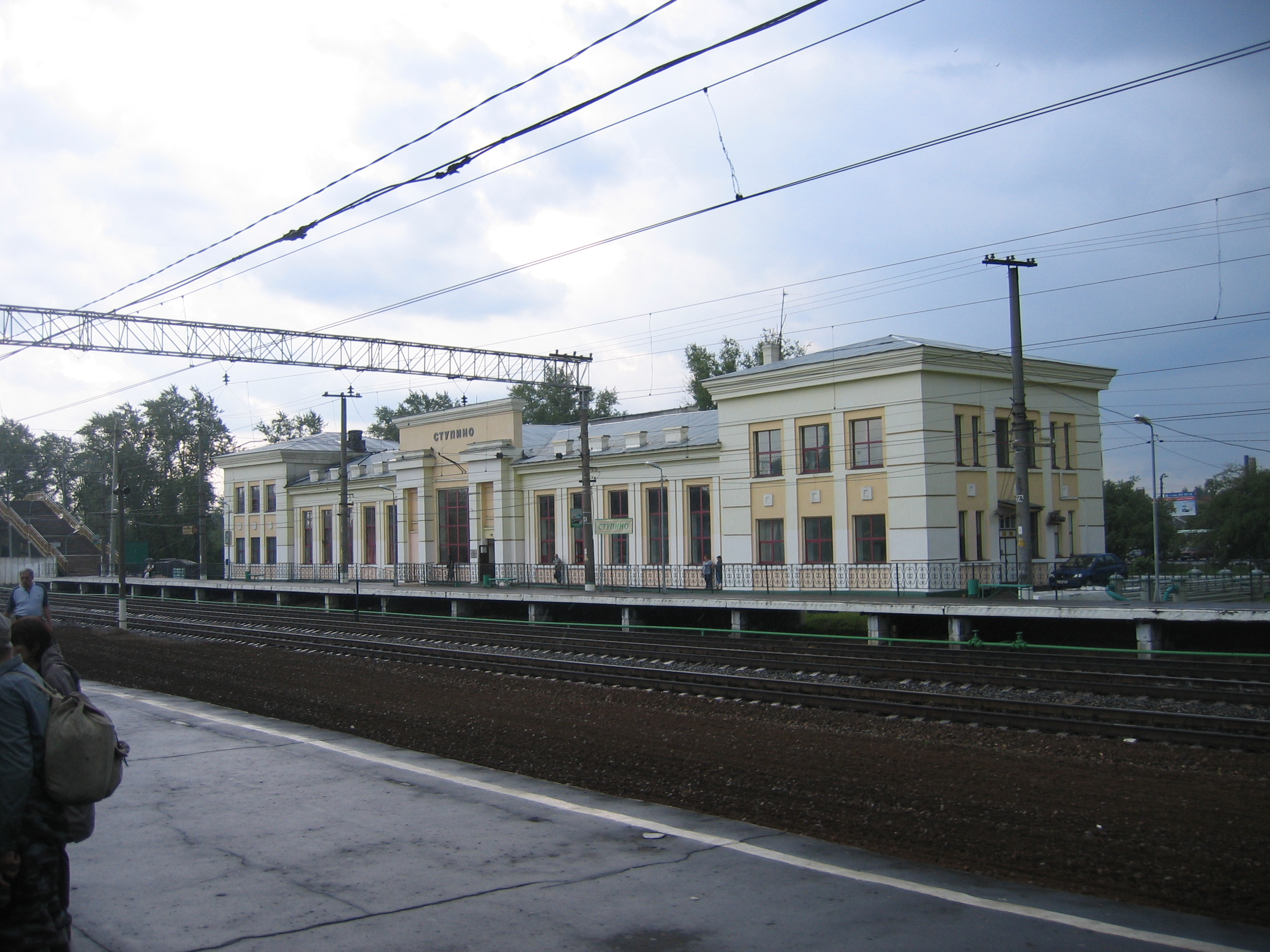
Залізнична станція Ступіно

1507 року згадується як починок Ступінський, назва якого походить від давньоруського імені Ступа. З 1532 р. село Ступіно. Належала Троїцькому Білопісоцькому монастирю, який був заснований наприкінці 15 ст. На межі 19 і 20 століть через село пройшла залізниця на Павелець.
1932 року поруч із селом почалось будівництво великого електровозного заводу, який 1936 року був перепрофільований у металургійний комбінат.
1934 року село Ступіно включено у робітниче селище Електровоз, яке 1938 року отримало назву Ступіно та статус міста. З 1944 р. — центр Ступінського району.

## Символіка
Місто Ступіно користується символікою, яка ідентична символіці Ступінського району Московської області. герб затверджено 25 червня 1995 р. Прапор затверджений 26 червня 2008 року.

## Міський округ
Станом на 2 січня 2016 року головою міського поселення Ступіно є Павло Іванович Челпан, керівником адміністрації міського поселення Юрій Дмитрович Бородін.

## Промисловість
Ступіно — важливий центр промисловості Московської області. Найбільшими підприємствами міста є Ступінський металургійний комбінат та Ступінський завод склопластиків.

## Транспорт
Місто має вдале транспортне розташування у 3 км від нової автомагістралі М-4 «Дон». Станція Ступіно знаходиться на залізничній гілці Павелецького напрямку Московської залізниці на відстані 99 км від Павелецького вокзалу Москви.

## Населення
| Рік  | тис. чол | рік  | тис. чол | рік  | тис. чол | рік  | тис. чол |
| ---- | -------- | ---- | -------- | ---- | -------- | ---- | -------- |
| 1939 | 19.0     | 1982 | 72       | 2001 | 64.9     | 2011 | 66.8     |
| 1959 | 40.3     | 1986 | 73       | 2003 | 63.1     | 2012 | 66.7     |
| 1967 | 53       | 1989 | 74.5     | 2005 | 67.9     | 2013 | 66.5     |
| 1970 | 59.3     | 1992 | 74.4     | 2006 | 67.5     | 2014 | 66.4     |
| 1973 | 62       | 1996 | 68.2     | 2007 | 67.0     | 2015 | 66.5     |
| 1976 | 67       | 1998 | 67.0     | 2008 | 66.5     |      |          |
| 1979 | 70.0     | 2000 | 65.6     | 2010 | 65.9     |      |          |

## Освіта
У місті працюють 9 загальноосвітніх шкіл. Окрім того у місті працює філії Російського державного технологічного університету імені Ціолковського де на денного му та вечірньому відділеннях навчається 1000 студентів, працює 8 професорів та 37 доцентів та кандидатів наук.

## Культура, ЗМІ
У Ступіно працює міська художня галерея «Ніка». Галерею засновано у 1990-1995 рр. Експозиційна площа галереї складає 115м2 , тимчасових виставок 67 м2 а фондосховищ 30м2.. У фондах галереї 1500 експонатів.

## Пам'ятки історії та архітектури

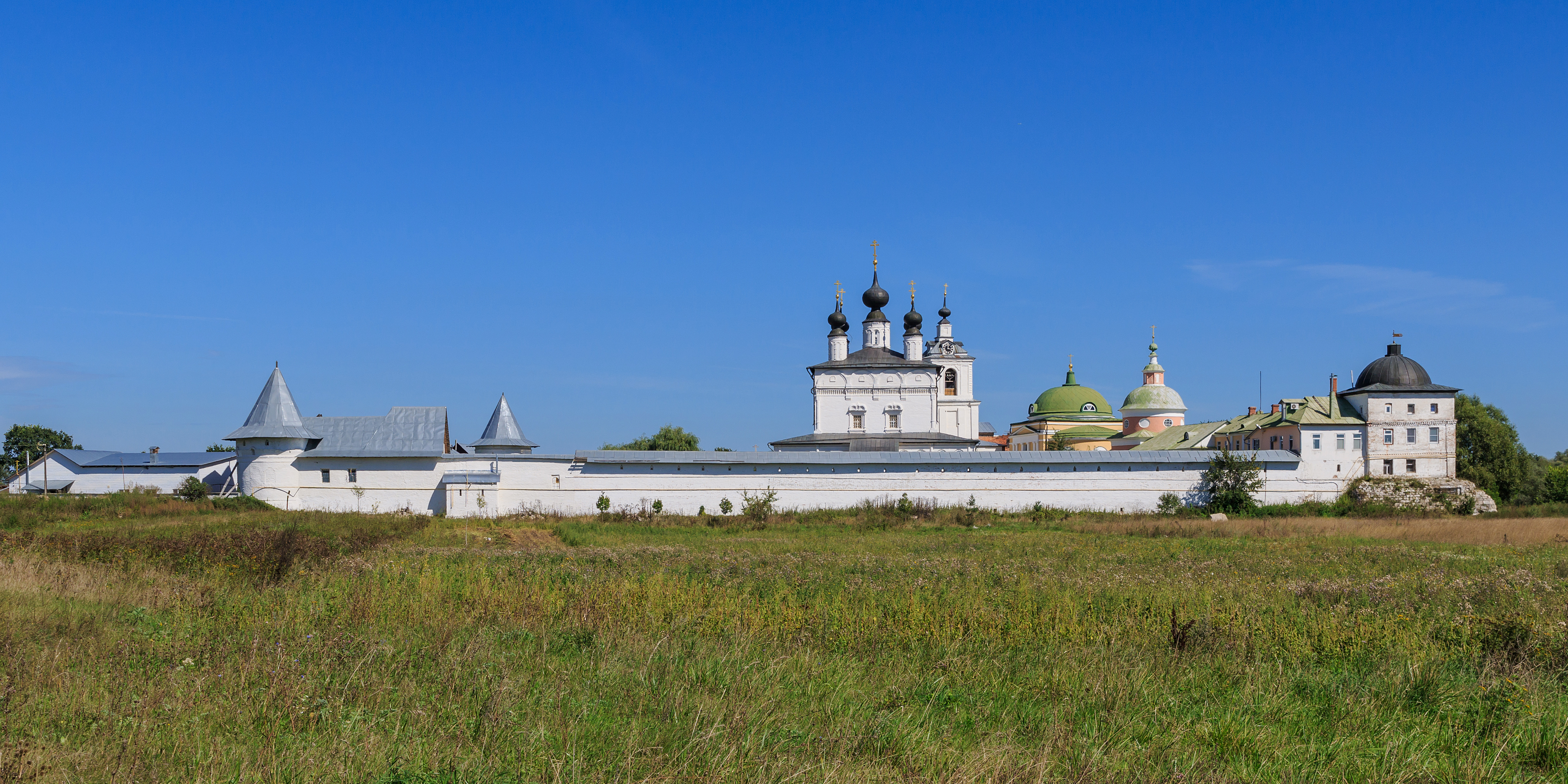
Білопісоцький Свято-Троїцький монастир

- У місті знаходиться Білопісоцький Свято-Троїцький монастир заснований у 15 столітті.
- У 9 км від Ступіно — колишня садиба декабриста Ф. П. Шаховського Верзилово.

## Спорт
У місті базується хокейний клуб«Капітан» (до недавнього часу Вища ліга, дивізіон Захід) та футбольний клуб «Ока» (першість ЛФК Московська область, група «А»).

## Відомі особистості
В поселенні народився:
- Гудков Олександр Володимирович (* 1983) —російський телеведучий, актор, шоумен і сценарист.

## Міста-партнери
- Тельгте (ФРН)
- Нджамена (Республіка Чад)
- Вехель (Нідерланди)
- Міра, провінція Венеція (Італія)
- Нумана, провінція Анкона (Італія)
- Надало, провінція Марке (Італія)
- Сассуоло, провінція Модена (Італія)
- Нагарія (Ізраїль)
- Айкен, графство, Південна Кароліна (США)
- Община Велинград (Болгарія)
- Панчево (Сербія)
- Вітебськ (Білорусь)
- Тирасполь (Молдова)
- Піцунда (Грузія)

## Джерело
- http://www.stupino.info/aboutstupino/derevnyastupino2.html [Архівовано 6 жовтня 2014 у Wayback Machine.]